# Siegfriedskopf

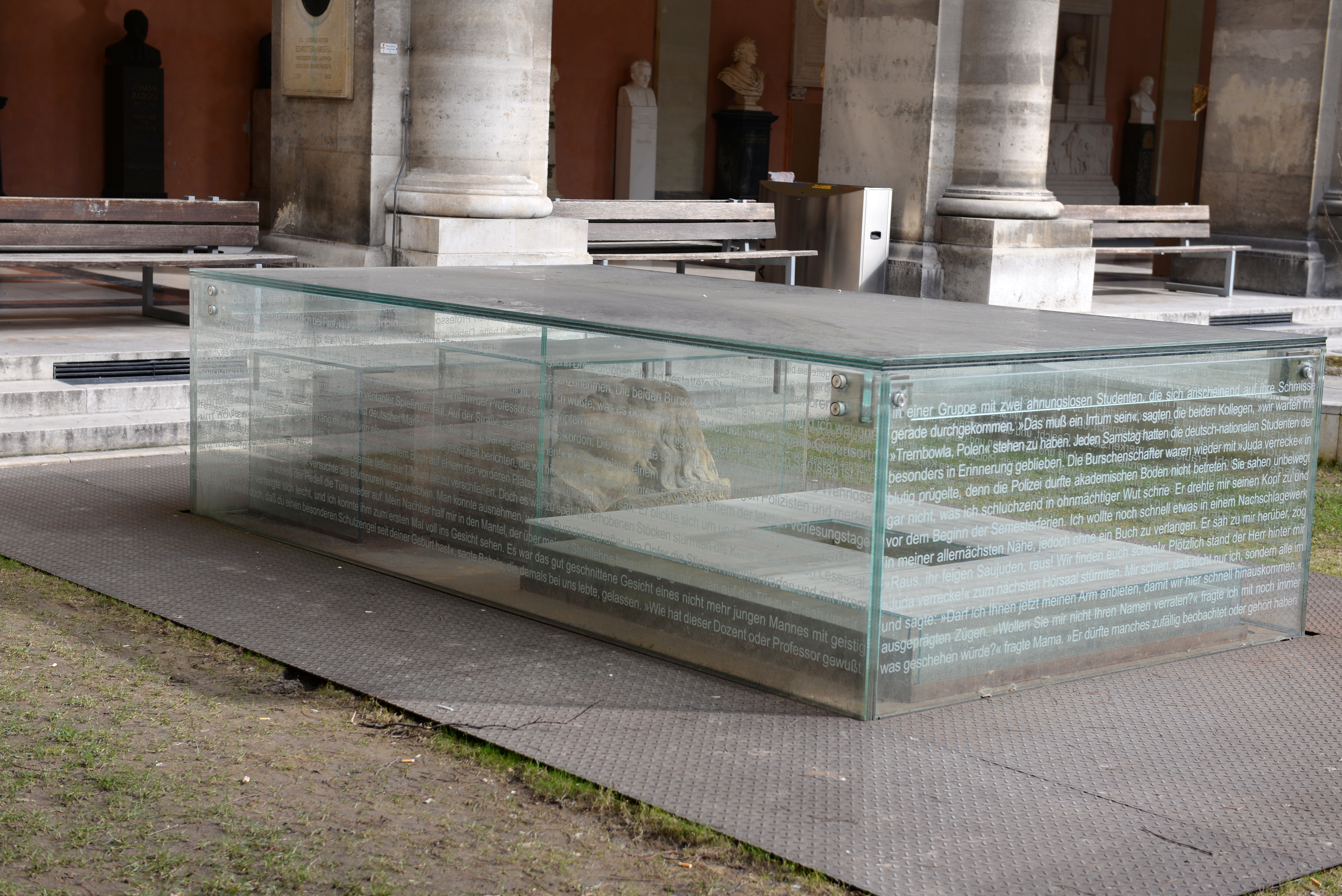
Siegfriedskopf

Der Siegfriedskopf ist ein Gefallenendenkmal des Bildhauers Josef Müllner, das am 9. November 1923 in der Aula des Hauptgebäudes der Universität Wien aufgestellt wurde. Im Zuge der Neugestaltung der Aula von 2003 bis 2006 erhielt das seit langem umstrittene Objekt einen neuen, weniger prominenten Standort im hinteren Bereich des Arkadenhofs.

## Geschichte
Das Denkmal wurde 1923 durch die damals antisemitisch und antidemokratisch orientierte Deutsche Studentenschaft der Universität Wien aufgestellt. Es sollte an die im Ersten Weltkrieg gestorbenen Studenten und Lehrer der Universität erinnern. Nach Ansicht von Kritikern spielte es auf die Siegfried-Mythologie an und implizit auf die Dolchstoßlegende. Als Verteidiger der traditionellen Rolle des Denkmals traten vor allem Burschenschafter auf. Der selbst aus dem rechten politischen Lager kommende Historiker Adam Wandruszka verwies auf die paradoxe Tatsache, dass als Modell für den Kopf des germanischen Heldenjünglings der jüdische Mediziner Georg Politzer gestanden sei.

## Gegenwart
Der akademische Senat der Universität hatte schon am 28. Juni 1990 eine Verlegung in den Arkadenhof beschlossen, scheiterte jedoch zunächst am Widerspruch des Bundesdenkmalamts. Schließlich erfolgte die Versetzung 2006. Die im Zuge dessen geschaffene Glasumhüllung des Kopfes dient sowohl dem Schutz der einige Jahre zuvor beschädigten Plastik als auch der Distanzierung. Der schützende Glassturz aus mehreren Kuben ist zugleich ein Träger von Textbeiträgen und Fotografien. Auf dem äußersten Kubus findet sich ein autobiografischer Erinnerungstext der jüdischen Germanistin, Pädagogin und Schriftstellerin Minna Lachs. „Wir wollten den Siegfriedskopf nicht eins zu eins wieder aufstellen, sondern einer verstärkten historischen Analyse unterwerfen“, sagte Rektor Georg Winckler bei der Aufstellung. Den Auftrag für die Konzeption und Durchführung erhielt das Künstlerpaar Bele Marx und Gilles Mussard.